# Васоский, Александар
Алекса́ндар Васоский (макед. Александар Васоски; 21 ноября 1979, Скопье, СФРЮ) — северомакедонский футболист, защитник; тренер.

## Карьера

### Клубная
Выступал за молодёжные команды из Скопье — «Металлург» и «Скопье». Профессиональную карьеру начал в клубе «Вардар». После выступал за «Цементарницу». С 2001 года по 2004 год защищал цвета «Вардара». В 2004 году Васоский был признан игроком года в Македонии.
В январе 2005 года перешёл в немецкий «Айнтрахт» из города Франкфурта, клуб за него заплатил 200 тысяч евро. Игроком также интересовались такие команды как: «Шахтёр», «Зенит», АЕК и «Олимпиакос». Васоский стал основным центральным защитником команды. Осенью 2006 года появилась информация что Александаром интересуется английский «Ньюкасл Юнайтед». В мае 2007 года продлил свой контракт на четыре года. В июле 2008 года ему была сделана операция по удалению кисты из лёгких.

### В сборной
Выступал за молодёжную сборную Македонии до 21 года, провёл 11 матчей. С 2002 года выступал за национальную сборную Македонии.